# Sangiaccato di Urfa
Il Sangiaccato di Urfa (in turco Urfa Sancağı), precedentemente noto come Sangiaccato di Birejik, era una provincia di secondo livello (Sangiaccato) dell'Impero Ottomano, situata nei territori oggi appartenenti alla Turchia e alla Siria. La capitale era la città di Urfa.

## Storia successiva
Secondo il trattato di Sèvres Urfa avrebbe dovuto far parte della Siria; ma grazie alla vittoria del Movimento Nazionale Turco nella Guerra franco-turca, i Sangiaccati di Maraş, di Antep e Urfa, che facevano parte precedentemente del Vilayet di Aleppo rimasero alla Turchia dopo il 1921. Inoltre, i kaza di Antakya e İskenderun appartenenti al Sangiaccato di Aleppo, furono separati come Repubblica di Hatay nel 1938. La Repubblica si unì alla Turchia nel 1939.

## Suddivisioni amministrative
Il Sangiaccato di Urfa aveva  seguenti kaza:
- Kaza di Urfa
- Kaza di Birecik
- Kaza di Rumkale
- Kaza di Suruç
- Kaza di Harran